# Teratocephalus terrestris
Teratocephalus terrestris is een rondwormensoort uit de familie van de Teratocephalidae. De wetenschappelijke naam van de soort is voor het eerst geldig gepubliceerd in 1884 door de Man.